# Sankt Ambrosius
 "Ambrosius" omdirigeres hertil. For Den danske stumfilm, se Ambrosius (film fra 1910).
Skt. Ambrosius (Aurelius Ambrosius) eller Ambrosius af Milano (latin: Sanctus Ambrosius, italiensk: Sant'Ambrogio) (født ca. 340 i Trier (i det nuværende Tyskland), død 4. april 397 i Milano i Italien) var biskop af Milano fra 374 til sin død. Han var en af de mest prominente kirkefolk i 4. årh., hvor kristendommen blev den dominerende religion i Romerriget. Sammen med Augustin, Hieronymus og Gregor 1. er han kirkelærer. Blev efter sin død kåret til helgen med festdag 7. december. Ambrosius blev i 369 udnævnt til landshøvding (praefectus consulare) i Milano og blev siden valgt som biskop.

## Levned
Ambrosius blev født ind i en romersk embedsfamilie. En legende fortæller, at en bisværm landede på hans ansigt da han var spæd, og efterlod en dråbe honning. Hans far anså det som et tegn på fremtidig veltalenhed. Han blev derfor uddannet i Rom for at kunne følge i sin fars fodspor, og han fik en vigtig stilling i Milano, som var Italiens anden hovedstad.
Kirken i Milano var, som i størstedelen af kristenheden, delt mellem trinitarerne og arianerne, og da biskop Auxentius døde i 372, udbrød der uroligheder mellem tilhængerne af de to grupperinger. Det var da Ambrosius' opgave som landshøvding at forhindre yderligere vold, så han mødte personligt frem. Et barn skal da have råbt "Ambrosius er biskop", og folkeskaren fulgte med. Ambrosius nægtede først, da han ikke var døbt, men kejseren sanktionerede, og den 7. december 374 modtog han dåben sammen med sin præste- og bispevielse. Det er ikke usandsynligt, at han allerede var kandidat, da han var kendt for at sympatisere med trinitarerne samtidigt med, at han gjorde visse indrømmelser overfor arianerne.
Som biskop antog Ambrosius straks en asketisk livsstil, uddelte sine penge til de fattige og donerede sin ejendom til kirken, mens hans familie blev overladt i broderens varetægt. Han blev kendt for sin hårde kurs mod kættere, men fulgte i realiteten en pragmatisk kurs for at forhindre splittelse mellem de kristne. I stedet lagde han stor kraft på at udrydde den hedenske religion og fik overtalt kejseren til at konfiskere de værdier, den traditionelle statskult havde samlet i templerne.
I 388 blev en synagoge nedbrændt i Callinicum ved Eufrat på initiativ af biskoppen i Edessa (Şanlıurfa). Kejser Theodosius 1. krævede gerningsmændene straffet, og synagogen genopbygget på biskoppens regning. Da greb Ambrosius harmfuldt ind: En kirkens mand skulle ikke tvinges til at bygge en synagoge, "et vantroens og ryggesløshedens sted": "Jeg erklærer, at jeg har stukket synagogen i brand, ja, at jeg har givet ordre til det, for at det ikke længere skulle være et sted, hvor Kristus blev fornægtet," skrev han. Kirkens magt var stor nok til, at Ambrosius fik tvunget kejseren til at tilbagekalde ordren og give biskoppen i Edessa og de øvrige gerningsmænd straffrihed.

## Ambrosius og Augustin
Det var igennem Ambrosius' prædikener, at Augustin blev omvendt til kristendommen. I år 384 kom en 30-årige professor i latinsk retorik, Augustin, til Milano for at undervise i litteratur og veltalenhed. Han opsøgte byens biskop for at stille ham nogle spørgsmål om troen. Ambrosius sad og læste i sin celle, og Augustin fortæller i sin selvbiografi, Bekendelser: "Når han læste, løb hans øjne over siden, og hans hjerte søgte meningen, men hans stemme var tavs, og tungen stille. Hvem som helst kunne frit nærme sig ham, og gæster blev almindeligvis ikke meldt. Derfor skete det ofte, når vi kom for at besøge ham, at vi fandt ham sådan, læsende i stilhed. For han læste aldrig højt." Det skal være et af de første eksempler på indenad-læsning i vestlig litteratur. I dag ser vi intet mærkværdigt ved det, men den gang læste folk højt. Tegnsætning som komma, punktum og små og store bogstaver kom først i brug i løbet af 400-tallet, og gjorde indenad-læsning nemmere. Augustin, som Cicero før ham, måtte øve en tekst, før han læste den højt.